# Marcello Forni
Marcello Forni (ur. 11 sierpnia 1980 w Modenie) – włoski siatkarz, grający na pozycji środkowego. Na początku sezonu 2016/2017 występował w drużynie Vero Volley Monza, lecz z powodu dopingu musiał opuścić klub.

## Sukcesy klubowe
Superpuchar Europy:
- 1997

Superpuchar Włoch:
- 1997

Puchar Włoch:
- 1998

Liga Mistrzów:
- 1998

Mistrzostwo Włoch:
- 1999

Puchar Challenge:
- 2001

## Sukcesy reprezentacyjne
Igrzyska Śródziemnomorskie:
- 2009